# 1064 Aethusa
Aethusa (asteroide 1064) é um asteroide da cintura principal com um diâmetro de 18,66 quilómetros, a 2,0969436 UA. Possui uma excentricidade de 0,1755682 e um período orbital de 1 481,63 dias (4,06 anos).
Aethusa tem uma velocidade orbital média de 18,67569343 km/s e uma inclinação de 9,48733º.
Esse asteroide foi descoberto em 2 de Agosto de 1926 por Karl Reinmuth.